# Церковь Николая Чудотворца в Рубленом городе
Церковь Николая Чудотворца в Рубленом Городе (Николо-Рубленская церковь, церковь Николы Рубленого) — недействующий православный храм в Ярославле на Которосльной набережной. Единственный храм на территории бывшего Ярославского кремля, сохранившийся с XVII века, причём в первоначальном облике. Название церкви отражает её расположение в древней крепости с бревенчатыми стенами — Рубленом городе.

## История
Время основания церкви не известно, по преданию, ведёт свою историю от основания города. Первое документальное упоминание о церкви — в Переписной книге Городовой сотни 1646 года. Близ неё, на Воеводском спуске, стояла Никольская проезжая башня кремля.
Современное здание построено в 1695 году на месте разобранной деревянной церкви на средства прихожан, большинство из которых занималось судостроительством. Верфи их находились недалеко от храма на берегу Которосли. В церкви было два престола: в холодной во имя святителя и чудотворца Николая, в тёплой придел во имя преподобного Александра Свирского. В храме особо чтилась икона святого Николая Чудотворца. С древних времён хранилась в серебряном ковчеге часть ризы Пресвятой Богородицы.
В XIX веке к церкви была приписана часовня с чтимой Смоленской иконой Божией Матери, снятой с разобранной Зелейной башни. Находилась в Подзеленье у скотопригонного двора.
В начале XX века прихожанами церкви были 135 человек.
В 1918 году в результате артиллерийского обстрела города красными интернациональными отрядами церковь получила сильные повреждения. К 1920 году восстановлена силами прихожан, но уже в 1922 году закрыта советскими властями. В 1924 году порывом ветра снесена повреждённая обстрелом центральная глава (восстановлена только в 1952 году). Часовня в Подзеленье была разрушена не позже середины XX века.
В советский период в храме располагался шиномонтаж. С 1980 года в церкви находится отдел реставрации Ярославского художественного музея.

## Архитектура
Построен в духе поздне-ярославского зодчества. Небольшой, внешне скромный храм отличается особой выразительностью благодаря удивительной пропорциональности всех составляющих его объёмов. Холодный летний и тёплый зимний храмы и колокольня объединены в одно здание, составляя единый слаженный ансамбль. Изящный заострённый шатёр колокольни и тонкие глухие вытянутые барабаны с небольшими шарообразными главками создают эффект устремленности храма ввысь. Гладкая поверхность стен прорезана только нишами окон. К колокольне с южной стороны пристроено открытое крыльцо на восьмигранных столбиках, крытое двускатной крышей.
Николо-Рубленская церковь стала образцом для строительства многих сельских храмов Ярославщины.

## Галерея
- Вид с запада
- Вид с юго-запада
- Вид с юго-востока
- Вид с севера